# FIFA Futsal World Championship 1992
Il FIFA Futsal World Championship 1992 è stato la 2ª edizione del campionato mondiale di calcio a 5 per squadre nazionali maggiori maschili organizzato dalla FIFA e la cui fase finale si è svolta a Hong Kong. È iniziato domenica 15 novembre e si è concluso sabato 28 novembre 1992. Ai nastri di partenza della manifestazione si presentano sedici formazioni divise in quattro gironi da quattro squadre, le partite vengono disputate tutte negli impianti sportivi di Hong Kong per un totale di quaranta gare. Il torneo è segnato dalla nuova affermazione di un Brasile dalla superiorità imbarazzante, che lascia per la strada solo un pareggio con gli Stati Uniti durante la fase di qualificazione alle semifinali, e superando in finale i sorprendenti Stati Uniti, giunti all'ultimo atto del torneo.

## Selezioni partecipanti
| Squadra     | Confederazione | Partecipante in quanto                                        | Partecipazioni precedenti al torneo | Ultima presenza |
| ----------- | -------------- | ------------------------------------------------------------- | ----------------------------------- | --------------- |
| Argentina   | CONMEBOL       | 2ª classificata nel girone unico del torneo di qualificazione | 1 (1989)                            | 1989            |
| Australia   | OFC            | 1ª classificata nel girone unico del torneo di qualificazione | 1 (1989)                            | 1989            |
| Belgio      | UEFA           | 4ª classificata nel girone A del torneo di qualificazione     | 1 (1989)                            | 1989            |
| Brasile     | CONMEBOL       | 1ª classificata nel girone unico del torneo di qualificazione | 1 (1989)                            | 1989            |
| Cina        | AFC            | 1ª classificata nel girone A del torneo di qualificazione     | -                                   | Esordiente      |
| Costa Rica  | CONCACAF       | ?                                                             | -                                   | Esordiente      |
| Hong Kong   | AFC            | Rappresentativa della nazione organizzatrice del torneo       | -                                   | Esordiente      |
| Iran        | AFC            | 1ª classificata nel girone B del torneo di qualificazione     | -                                   | Esordiente      |
| Italia      | UEFA           | 3ª classificata nel girone A del torneo di qualificazione     | 1 (1989)                            | 1989            |
| Nigeria     | CAF            | ?                                                             | -                                   | Esordiente      |
| Paesi Bassi | UEFA           | 1ª classificata nel girone A del torneo di qualificazione     | 1 (1989)                            | 1989            |
| Paraguay    | CONMEBOL       | 3ª classificata nel girone unico del torneo di qualificazione | 1 (1989)                            | 1989            |
| Polonia     | UEFA           | 3ª classificata nel girone B del torneo di qualificazione     | -                                   | Esordiente      |
| Russia      | UEFA           | 2ª classificata nel girone B del torneo di qualificazione     | -                                   | Esordiente      |
| Spagna      | UEFA           | 1ª classificata nel girone B del torneo di qualificazione     | 1 (1989)                            | 1989            |
| Stati Uniti | CONCACAF       | ?                                                             | 1 (1989)                            | 1989            |

## Infrastrutture
|          | Hong Kong Coliseum | Kowloon Park Sports Center |
| -------- | ------------------ | -------------------------- |
|          | Hong Kong Coliseum | Kowloon Park Sports Center |
| Città    | Hong Kong          | Hong Kong                  |
| Area     | Hung Hom           | Tsim Sha Tsui              |
| Capienza | 10.500             | 800                        |

## Prima fase

### Girone A

#### Classifica
| Pos. | Squadra   | Pt | G | V | N | P | GF | GS | DR |
| ---- | --------- | -- | - | - | - | - | -- | -- | -- |
| 1.   | Argentina | 6  | 3 | 3 | 0 | 0 | 11 | 5  | +6 |
| 2.   | Polonia   | 4  | 3 | 2 | 0 | 1 | 11 | 9  | +2 |
| 3.   | Hong Kong | 2  | 3 | 1 | 0 | 2 | 7  | 7  | 0  |
| 4.   | Nigeria   | 0  | 3 | 0 | 0 | 3 | 7  | 15 | -8 |

#### Risultati
| Arbitri: | Václav Krondl László Vágner |
| Crono:   | Kenneth Wallace             |

|                                                                          |           |  |
| Valarín 4’, 9’, 10’, 18’, 33’ Carfagna 29’ (aut.), 31’ (aut.) Ávalos 37’ | Marcatori |  |

| Arbitri: | Hernán Silva Arce Juan Ansuátegui Roca |
| Crono:   | Jorge Cantillano Castro                |

|            |           |                                                |
| Au 3’, 24’ | Marcatori | 17’ Przychodzień 18’, 27’ Kałuża 34’ Żymańczyk |

| Arbitri: | Juan Ansuátegui Roca Jorge Cantillano Castro |
| Crono:   | Manuel Serapião Filho                        |

|                                                               |           |                                        |
| Przychodzień 2’ (rig.) Kałuża 7’ Antos 18’ Żymańczyk 29’, 38’ | Marcatori | 17’, 24’, 38’ Onyemachara 32’ C.M. Obi |

| Arbitri: | Kenneth Wallace Hussein Ali Moussa |
| Crono:   | László Vágner                      |

|            |           |                           |
| Santos 10’ | Marcatori | 21’ F. Giménez 31’ Ávalos |

| Arbitri: | Carlos Silva Valente Jorge Cantillano Castro |
| Crono:   | Sabino Fariña Céspedes                       |

|                                |           |                            |
| Żymańczyk 13’ Przychodzień 20’ | Marcatori | 5’ Ferraris 5’, 19’ Romero |

| Arbitri: | Manuel Serapião Filho Hussein Ali Moussa |
| Crono:   | Hossein Asgari                           |

|                                 |           |              |
| Santos 26’ Chan 30’, 38’ Au 35’ | Marcatori | 31’ C.M. Obi |

### Girone B

#### Classifica
| Pos. | Squadra     | Pt | G | V | N | P | GF | GS | DR |
| ---- | ----------- | -- | - | - | - | - | -- | -- | -- |
| 1.   | Iran        | 4  | 3 | 2 | 0 | 1 | 18 | 13 | +5 |
| 2.   | Paesi Bassi | 4  | 3 | 2 | 0 | 1 | 7  | 7  | 0  |
| 3.   | Italia      | 2  | 3 | 1 | 0 | 2 | 15 | 16 | -1 |
| 4.   | Paraguay    | 2  | 3 | 1 | 0 | 2 | 14 | 18 | -4 |

#### Risultati
| Arbitri: | Manuel Serapião Filho Jorge Cantillano Castro |
| Crono:   | Hernán Silva Arce                             |

|                          |           |            |
| Hoekema 2’ Duijzings 10’ | Marcatori | 29’ Rajabi |

| Arbitri: | Carlos Silva Valente Juan Ansuátegui Roca |
| Crono:   | Václav Krondl                             |

|                                                                 |           |                                                                          |
| Bobadilla 12’ V. López 21’ Carosini 32’ Ocampos 32’ Peralta 37’ | Marcatori | 9’, 25’, 28’ Rubei 17’ Maurizi 29’ Menichelli 30’ Minicucci 31’ Matranga |

| Arbitri: | Hernán Silva Arce Kenneth Wallace |
| Crono:   | Juan Ansuátegui Roca              |

|                                                   |           |                                                              |
| Rajabi 6’, 19’, 38’ Varmazyar 7’, 23’ Yousefi 15’ | Marcatori | 11’, 30’, 35’ Rubei 29’ Famà 39’ Milella 39’ (aut.) Fradella |

| Arbitri: | László Vágner Václav Krondl |
| Crono:   | Hossein Asgari              |

|             |           |                                      |
| Hoekema 25’ | Marcatori | 3’ Carosini 3’ Bobadilla 36’ Coronel |

| Arbitri: | Václav Krondl Samuel Yam-Ming Chan |
| Crono:   | Kenneth Wallace                    |

|                                      |           |                                       |
| Bakker 1’, 38’ Merk 25’ Lettinck 33’ | Marcatori | 29’ Rubei 35’ Quattrini 36’ Minicucci |

| Arbitri: | Juan Ansuátegui Roca Hernán Silva Arce |
| Crono:   | László Vágner                          |

|                                                                                   |           |                                                                            |
| Rajabi 5’, 22’, 25’ Saleh 16’, 32’ Varmazyar 27’ Yousefi 35’, 35’ Garosi 37’, 39’ | Marcatori | 8’ Coronel 14’ V. López 29’ Peralta 35’ Montiel 40’ Saucedo 40’ J. Giménez |

### Girone C

#### Classifica
| Pos. | Squadra    | Pt | G | V | N | P | GF | GS | DR  |
| ---- | ---------- | -- | - | - | - | - | -- | -- | --- |
| 1.   | Brasile    | 6  | 3 | 3 | 0 | 0 | 23 | 1  | +22 |
| 2.   | Belgio     | 4  | 3 | 2 | 0 | 1 | 8  | 8  | 0   |
| 3.   | Australia  | 2  | 3 | 1 | 0 | 2 | 9  | 11 | -2  |
| 4.   | Costa Rica | 0  | 3 | 0 | 0 | 3 | 9  | 29 | -20 |

#### Risultati
| Arbitri: | László Vágner Samuel Yam-Ming Chan |
| Crono:   | Sabino Fariña Céspedes             |

|                                         |           |  |
| Manoel Tobias 7’ Iacovino 15’ Ortiz 26’ | Marcatori |  |

| Arbitri: | Hossein Asgari Kenneth Wallace |
| Crono:   | Hussein Ali Moussa             |

|                       |           |                                                                        |
| Solís 2’ Carvajal 39’ | Marcatori | 8’ W. Maes 16’, 30’ Hernalsteen 18’ Penders 25’ Sweron 38’ Hechtermans |

| Arbitri: | Hussein Ali Moussa Carlos Silva Valente |
| Crono:   | Samuel Yam-Ming Chan                    |

|              |           |                             |
| Nastoski 18’ | Marcatori | 19’ Bloemen 28’ Hernalsteen |

| Arbitri: | Václav Krondl László Vágner |
| Crono:   | Juan Ansuátegui Roca        |

| |           |           |
| Fininho 11’, 19’, 21’ Ortiz 17’, 18’, 22’, 24’ Motta 25’ Iacovino 30’ Jorginho 33’, 36’ Chiquinho 35’ Manoel Tobias 37’, 40’ Morillo 39’ | Marcatori | 32’ Solís |

| Arbitri: | Kenneth Wallace Václav Krondl |
| Crono:   | Juan Ansuátegui Roca          |

|                                                    |           |  |
| Iacovino 16’, 17’ Ortiz 26’ Jorginho 39’ Motta 39’ | Marcatori |  |

| Arbitri: | Samuel Yam-Ming Chan Hossein Asgari |
| Crono:   | László Vágner                       |

|                                                                                             |           |                                                          |
| Filipović 1’, 7’ Nastoski 11’ Atanasovski 16’, 23’ S. Duval 18’ Richardson 29’ B. Duval 30’ | Marcatori | 15’ Carvajal 15’, 34’, 38’ Solís 31’ Valverde 39’ Castro |

### Girone D

#### Classifica
| Pos. | Squadra     | Pt | G | V | N | P | GF | GS | DR  |
| ---- | ----------- | -- | - | - | - | - | -- | -- | --- |
| 1.   | Spagna      | 6  | 3 | 2 | 1 | 0 | 18 | 15 | +3  |
| 2.   | Stati Uniti | 4  | 3 | 2 | 0 | 1 | 18 | 9  | +9  |
| 3.   | Russia      | 3  | 3 | 1 | 1 | 1 | 20 | 16 | +4  |
| 4.   | Cina        | 0  | 3 | 0 | 0 | 3 | 7  | 23 | -16 |

#### Risultati
| Arbitri: | Sabino Fariña Céspedes Hernán Silva Arce |
| Crono:   | Václav Krondl                            |

|                                |           |                                                       |
| Xu 5’, 30’ Li 8’, 24’ Wang 25’ | Marcatori | 4’, 34’ Muñoz 8’ Lorente 21’, 21’ Moreno 26’ Vicentín |

| Arbitri: | Samuel Yam-Ming Chan Hossein Asgari |
| Crono:   | Carlos Silva Valente                |

|                               |           |                                                                                 |
| Erëmenko 33’, 39’ Čuchlov 36’ | Marcatori | 6’ Clavijo 15’, 22’ Agoos 16’, 30’ Borja 27’ Woodberry 29’ Fernandez 39’ Ervine |

| Arbitri: | Hossein Asgari Kenneth Wallace |
| Crono:   | Sabino Fariña Céspedes         |

|                                             |           |                                      |
| Muñoz 20’, 30’ Lorente 27’ Ledesma 27’, 32’ | Marcatori | 21’ Gabarra 24’ Ervine 33’ Woodberry |

| Arbitri: | Jorge Cantillano Castro Hernán Silva Arce |
| Crono:   | Sabino Fariña Céspedes                    |

|       |           |                                                                               |
| Li 5’ | Marcatori | 5’ Koščug 16’ Čuchlov 23’, 27’, 28’, 29’, 30’, 31’, 33’ Erëmenko 30’ Eprincev |

| Arbitri: | Sabino Fariña Céspedes Manuel Serapião Filho |
| Crono:   | Hernán Silva Arce                            |

|        |           |                                                       |
| Xu 21’ | Marcatori | 2’, 19’ Gabarra 8’, 21’, 28’ Borja 18’ Ervine 32’ Eck |

| Arbitri: | Hussein Ali Moussa Carlos Silva Valente |
| Crono:   | Jorge Cantillano Castro                 |

|                                                             |           |                                                      |
| Vicentín 16’, 32’, 34’ Melero 20’ Moreno 32’, 35’ Muñoz 37’ | Marcatori | 19’ Mirgalimov 21’, 25’, 27’, 37’, 38’, 38’ Erëmenko |

## Seconda fase

### Girone E

#### Classifica
| Pos. | Squadra     | Pt | G | V | N | P | GF | GS | DR  |
| ---- | ----------- | -- | - | - | - | - | -- | -- | --- |
| 1.   | Brasile     | 5  | 3 | 2 | 1 | 0 | 13 | 4  | +9  |
| 2.   | Stati Uniti | 4  | 3 | 1 | 2 | 0 | 11 | 8  | +3  |
| 3.   | Paesi Bassi | 3  | 3 | 1 | 1 | 1 | 8  | 10 | -2  |
| 4.   | Argentina   | 0  | 3 | 0 | 0 | 3 | 5  | 15 | -10 |

#### Risultati
| Arbitri: | Kenneth Wallace László Vágner |
| Crono:   | Juan Ansuátegui Roca          |

|              |           |                                            |
| Ferraris 25’ | Marcatori | 26’ Runderkamp 29’ Roest 38’, 39’ Lettinck |

| Arbitri: | Hossein Asgari Hussein Ali Moussa |
| Crono:   | Václav Krondl                     |

|                         |           |                        |
| Chiquinho 33’ Ortiz 36’ | Marcatori | 17’ Gabarra 36’ Ervine |

| Arbitri: | Carlos Silva Valente Hernán Silva Arce |
| Crono:   | Kenneth Wallace                        |

|           |           |                                                          |
| Fiele 19’ | Marcatori | 7’, 21’ Manoel Tobias 7’ Iacovino 19’ Jorginho 37’ Ortiz |

| Arbitri: | Juan Ansuátegui Roca Sabino Fariña Céspedes |
| Crono:   | Samuel Yam-Ming Chan                        |

|                                  |           |                            |
| Merk 7’ Bakker 21’ Duijzings 24’ | Marcatori | 10’ Eck 13’, 22’ Fernandez |

| Arbitri: | Juan Ansuátegui Roca Hernán Silva Arce |
| Crono:   | László Vágner                          |

|                               |           |                                                             |
| Ferraris 10’, 12’ Valarín 30’ | Marcatori | 9’, 36’ Schmetzer 16’, 33’ Ervine 23’ Fernandez 35’ Gabarra |

| Arbitri: | Hossein Asgari Václav Krondl |
| Crono:   | Kenneth Wallace              |

|                |           |                                                                    |
| Runderkamp 37’ | Marcatori | 4’ Jorginho 14’ Fininho 17’ Ortiz 27’, 27’ Manoel Tobias 38’ Motta |

### Girone F

#### Classifica
| Pos. | Squadra | Pt | G | V | N | P | GF | GS | DR |
| ---- | ------- | -- | - | - | - | - | -- | -- | -- |
| 1.   | Iran    | 6  | 3 | 3 | 0 | 0 | 10 | 4  | +6 |
| 2.   | Spagna  | 4  | 3 | 2 | 0 | 1 | 14 | 10 | +4 |
| 3.   | Belgio  | 2  | 3 | 1 | 0 | 2 | 9  | 10 | -1 |
| 4.   | Polonia | 0  | 3 | 0 | 0 | 3 | 4  | 13 | -9 |

#### Risultati
| Arbitri: | Hernán Silva Arce Manuel Serapião Filho |
| Crono:   | Jorge Cantillano Castro                 |

|                        |           |  |
| Yousefi 37’ Rajabi 39’ | Marcatori |  |

| Arbitri: | Sabino Fariña Céspedes Carlos Silva Valente |
| Crono:   | Samuel Yam-Ming Chan                        |

|                                           |           |                                          |
| Pato 7’ Lorente 24’, 31’ Ledesma 27’, 32’ | Marcatori | 15’ Papanicolaou 24’ Penders 34’ Bloemen |

| Arbitri: | László Vágner Václav Krondl |
| Crono:   | Hussein Ali Moussa          |

|                           |           |                        |
| Rajabi 28’, 33’, 34’, 39’ | Marcatori | 13’ Melero 21’ Lorente |

| Arbitri: | Manuel Serapião Filho Hossein Asgari |
| Crono:   | Jorge Cantillano Castro              |

|            |           |                                                 |
| Kałuża 37’ | Marcatori | 3’ Hechtermans 10’ Penders 12’, 23’ Hernalsteen |

| Arbitri: | Sabino Fariña Céspedes Jorge Cantillano Castro |
| Crono:   | Carlos Silva Valente                           |

|                                              |           |                                 |
| Abtahi 7’ Rajabi 26’ Saleh 33’ Varmazyar 39’ | Marcatori | 24’ Hechtermans 38’ Hernalsteen |

| Arbitri: | Samuel Yam-Ming Chan Hussein Ali Moussa |
| Crono:   | Manuel Serapião Filho                   |

|                                             |           |                                                         |
| Antos 14’ Przychodzień 22’ Mikołajewski 28’ | Marcatori | 4’, 9’ Melero 17’, 24’ De la Torre 18’, 19’, 28’ Moreno |

## Fase a eliminazione diretta

### Semifinali
| Arbitri: | Carlos Silva Valente Václav Krondl |
| Crono:   | Hussein Ali Moussa                 |

|                       |           |                              |
| Rajabi 17’ Abtahi 23’ | Marcatori | 13’, 25’, 31’ Ervine 35’ Eck |

| Arbitri: | Hernán Silva Arce László Vágner |
| Crono:   | Jorge Cantillano Castro         |

|                                 |           |              |
| Iacovino 8’, 18’, 36’ Ortiz 10’ | Marcatori | 26’ Vicentín |

### Finale 3º posto
| Arbitri: | Kenneth Wallace Samuel Yam-Ming Chan |
| Crono:   | Carlos Silva Valente                 |

|                                                             |           |                                                                |
| Pato 4’, 15’ Muñoz 10’, 12’, 18’, 24’, 38’, 38’ Sánchez 16’ | Marcatori | 1’ Noamooz 5’ Abtahi 10’ Varmazyar 16’, 23’ Rajabi 24’ Yousefi |

### Finale
| Arbitri: | Sabino Fariña Céspedes Jorge Cantillano Castro |
| Crono:   | Václav Krondl                                  |

|                                                 |           |           |
| Jorginho 2’, 25’ Iacovino 26’ Manoel Tobias 34’ | Marcatori | 22’ Borja |

## Statistiche

### Classifica marcatori
16 reti
- Saeid Rajabi

15 reti
- Konstantin Erëmenko

11 reti
- Álvaro Muñoz

10 reti
- Luís Fernando Ortiz

9 reti
- Vander Iacovino
- Dale Ervine

8 reti
- Manoel Tobias

7 reti
- Jorginho
- Andrea Rubei
- Paco Moreno

6 reti
- Gabriel Valarín
- Raf Hernalsteen
- Hernán Borja

5 reti
- Diego Solís
- Sadegh Varmazyar
- Akbar Yousefi
- Javier Lorente
- Vicentín

- James Gabarra

4 reti
- Mauricio Ferraris
- Fininho
- Dariusz Kałuża
- Sylwester Przychodzień
- Józef Żymańczyk

- Julián Melero
- Francisco Ledesma
- George Fernandez

3 reti
- Ivan Hechtermans
- Marc Penders
- Rogério Motta
- Xu Hong
- Li Ming

- Au Wai Lun
- Mehdi Abtahi
- Majid Saleh
- Michael Onyemachara
- André Bakker

- Hendrikus Lettinck
- Pato
- Ted Eck

2 reti
- Juan Ávalos
- Gustavo Romero
- Borce Atanasovski
- Radovan Filipović
- Vince Nastoski
- Théo Bloemen
- Chiquinho
- José Carvajal
- Chan Chi Kwong
- Leslie Santos

- Mohsen Garosi
- Paolo Minicucci
- Chinedu Obi
- Patrick Duijzings
- Hjalmar Hoekema
- Eric Merk
- Nicolaas Runderkamp
- Tomás Bobadilla
- Ramón Carosini
- Juan Coronel

- Víctor López
- Carlos Peralta
- Andrzej Antos
- Boris Čuchlov
- Alberto De la Torre
- Jeff Agoos
- Andy Schmetzer
- Terry Woodberry

1 reti
- Walter Fiele
- Fabio Giménez
- Brett Duval
- Stephen Duval
- Paul Richardson
- Willy Maes
- Nico Papanicolaou
- Jos Sweron
- Ricardo Morillo
- Wang Jun

- Víctor Castro
- Rolando Valverde
- Arash Noamooz
- Andrea Famà
- Roberto Matranga
- Agenore Maurizi
- Roberto Menichelli
- Giuseppe Milella
- Massimo Quattrini
- Anouk Roest

- Jorge Giménez
- Juan Montiel
- Felipe Ocampos
- Jhons Saucedo
- Krzysztof Mikołajewski
- Oleg Eprincev
- Sergej Koščug
- Fail' Mirgalimov
- Carlos Sánchez
- Fernando Clavijo

## Premi
- Scarpa d'oro:  Saeid Rajabi
  - Scarpa d'argento:  Konstantin Erëmenko
  - Scarpa di bronzo:  Álvaro Muñoz
- Pallone d'oro:  Jorginho
- Miglior portiere: non assegnato
- Premio FIFA Fair Play:  Stati Uniti
- All-Star Team:

| Portiere        | Centrale     | Laterali                   | Pivot        |
| --------------- | ------------ | -------------------------- | ------------ |
| Victor Nogueira | Hernán Borja | Mehdi Abtahi Manoel Tobias | Saeid Rajabi |